# Zabytek narodowy
Zabytek narodowy (hiszp. Patrimonio nacional) – hiszpańska komedia z 1981 roku w reżyserii Luisa Garcíi Berlangi. Wyprodukowana przez In-Cine Compañía Industrial Cinematográfica i Jet Films.
Premiera filmu miała miejsce 26 marca 1981 roku w Hiszpanii.

## Opis fabuły
Po śmierci generała Franco i restytucji monarchii Marques de Leguineche (Luis Escobar) postanawia wrócić do swego pałacu w Madrycie. Zabiera syna, synową, służącego i żywy inwentarz. Na miejscu spotyka go przykra niespodzianka.

## Produkcja
Zdjęcia do filmu kręcono w Guadalajarze i w Madrycie w Hiszpanii.

## Obsada
Źródło: Filmweb
- José Lifante jako Goyo
- José Luis de Villalonga jako Álvaro
- Agustín González jako ojciec Calvo
- Syliane Stella jako Solange
- Alfredo Mayo jako Nacho
- Luis Ciges jako Segundo
- Mary Santpere jako Condesa
- Luis Escobar jako Marques de Leguineche
- José Luis López Vázquez jako Luis José
- Amparo Soler Leal jako Chus

i inni.

## Nagrody i nominacje
Źródło: Filmweb
| Rok  | Miejsce                                  | Nagroda     | Kategoria                  | Odbiorcy i nominowani | Wynik     |
| ---- | ---------------------------------------- | ----------- | -------------------------- | --------------------- | --------- |
| 1981 | Międzynarodowy Festiwal Filmowy w Cannes | Złota Palma | Udział w konkursie głównym | Luis García Berlanga  | Nominacja |